# Toni Branca
 Toni Branca  va ser un pilot de curses automobilístiques suís que va arribar a disputar curses de Fórmula 1.
Branca va néixer el 15 de setembre del 1916 a Sion, Suïssa. Va morir el 10 de maig del 1985 a Sierre.

## A la F1
Va participar en la quarta cursa de la història de la Fórmula 1, el GP de Suïssa disputat el 4 de juny del 1950, que formava part del campionat del món de la temporada 1950 de F1, on va participar en una altra cursa, el GP de Bèlgica.
Toni Branca no va sumar cap punt pel campionat, però va participar en diverses curses no puntuables pel campionat de la F1.

## Resultats a la F1
| Any  | Equip                  | Xassís   | Motor               | 1   | 2   | 3   | 4      | 5   | 6       | 7   | 8   | Posició | Punts |
| ---- | ---------------------- | -------- | ------------------- | --- | --- | --- | ------ | --- | ------- | --- | --- | ------- | ----- |
| 1950 | Scuderia Achille Varzi | Maserati | Maserati Straight-4 | GBR | MON | 500 | SUI 11 |     |         |     |     | -       | 0     |
| 1950 | Antonio Branca         | Maserati | Maserati Straight-4 |     |     |     |        | FRA | BEL 10  | ITA |     | -       | 0     |
| 1951 | Antonio Branca         | Maserati | Maserati Straight-4 | SUI | 500 | BEL | FRA    | GBR | ALE Ret | ITA | ESP | -       | 0     |

### Resum
| Curses: | Victòries: | Pòdiums: | Poles: | Voltes ràpides: | Punts: |
| ------- | ---------- | -------- | ------ | --------------- | ------ |
| 3       | 0          | 0        | 0      | 0               | 0      |